# Fluticasone furoate/vilanterol
Flnomasone furoate/vilanterol (FF/VI), được bán dưới tên thương mại Breo Ellipta trong số những loại khác, là một loại thuốc kết hợp để điều trị bệnh phổi tắc nghẽn mãn tính (COPD) và hen suyễn. Nó chứa flnomasone furoate, một loại thuốc corticosteroid dạng hít và vilanterol, một chất chủ vận β 2 tác dụng rất dài (siêu LABA).
Vào năm 2013, loại thuốc này đã được Cục Quản lý Thực phẩm và Dược phẩm Hoa Kỳ chấp thuận sử dụng để điều trị duy trì lâu dài tình trạng tắc nghẽn luồng khí ở bệnh nhân mắc COPD, bao gồm viêm phế quản mãn tính và khí phế thũng, và Cơ quan Dược phẩm Châu Âu đã phê duyệt một liệu pháp thứ hai để điều trị COPD và hen suyễn.
Tuy nhiên, có những lo ngại rằng LABA như vilanterol làm tăng nguy cơ tử vong do hen suyễn.

## Sử dụng trong y tế
Có bằng chứng dự kiến vào năm 2016 rằng nó tốt hơn giả dược cho bệnh hen suyễn. Bằng chứng là ít mạnh mẽ ở trẻ em.

## Lịch sử

### Sự chấp thuận
Thuốc này đã được FDA chấp thuận để sử dụng như một phương pháp điều trị duy trì lâu dài, một lần mỗi ngày ở những người bị COPD vào năm 2013. Ghi nhãn đã thay đổi vào ngày 30 tháng 4 năm 2015 để thêm một chỉ định điều trị hen suyễn một lần mỗi ngày ở những người từ 18 tuổi trở lên. Độc quyền cho một sản phẩm mới đã kết thúc vào tháng 5 năm 2016 tại Hoa Kỳ và độc quyền về chỉ định cho bệnh hen suyễn đã hết hạn vào ngày 30 tháng 4 năm 2018. Bằng sáng chế cho cả hai chỉ định hết hạn vào ngày 3 tháng 8 năm 2021.  Cơ quan Dược phẩm Châu Âu đã phê duyệt thuốc để tiếp thị vào ngày 13 tháng 11 năm 2013.

### Thông tin thương mại
GlaxoSmithKline sản xuất thuốc này. Kể từ ngày 31 tháng 12 năm 2015, bột hít FF/VI đã được phê duyệt để tiếp thị ở 73 quốc gia và đã được tung ra tại 45 quốc gia. Trong tên thương mại, loại Ellipta 'là thuốc hít bột khô mà thuốc được sử dụng. Innoviva đã phát triển hoạt chất vilanterol và nhận tiền bản quyền bán hàng.